# Anceu (filho de Posidão)
Anceu, na mitologia grega, foi um rei da ilha de Parthenia, que mais tarde se chamaria de Samos. Anceu era filho de Posidão e Astipaleia, filha de Perimede e Fênix.
Anceu, rei dos léleges, casou-se com Samia, filha de Menandro; eles tiveram quatro filhos, Perilaus, Enudus, Samos e Alitherses, e uma filha, Parténope. Parténope e Apolo foram pais de Licomedes.
Anceu foi um dos argonautas, e como Ergino, de Mileto, era reconhecido por suas habilidades no mar e na guerra.
Árvore genealógica baseada em Ásio de Samos